# Salmerón (Miranda)

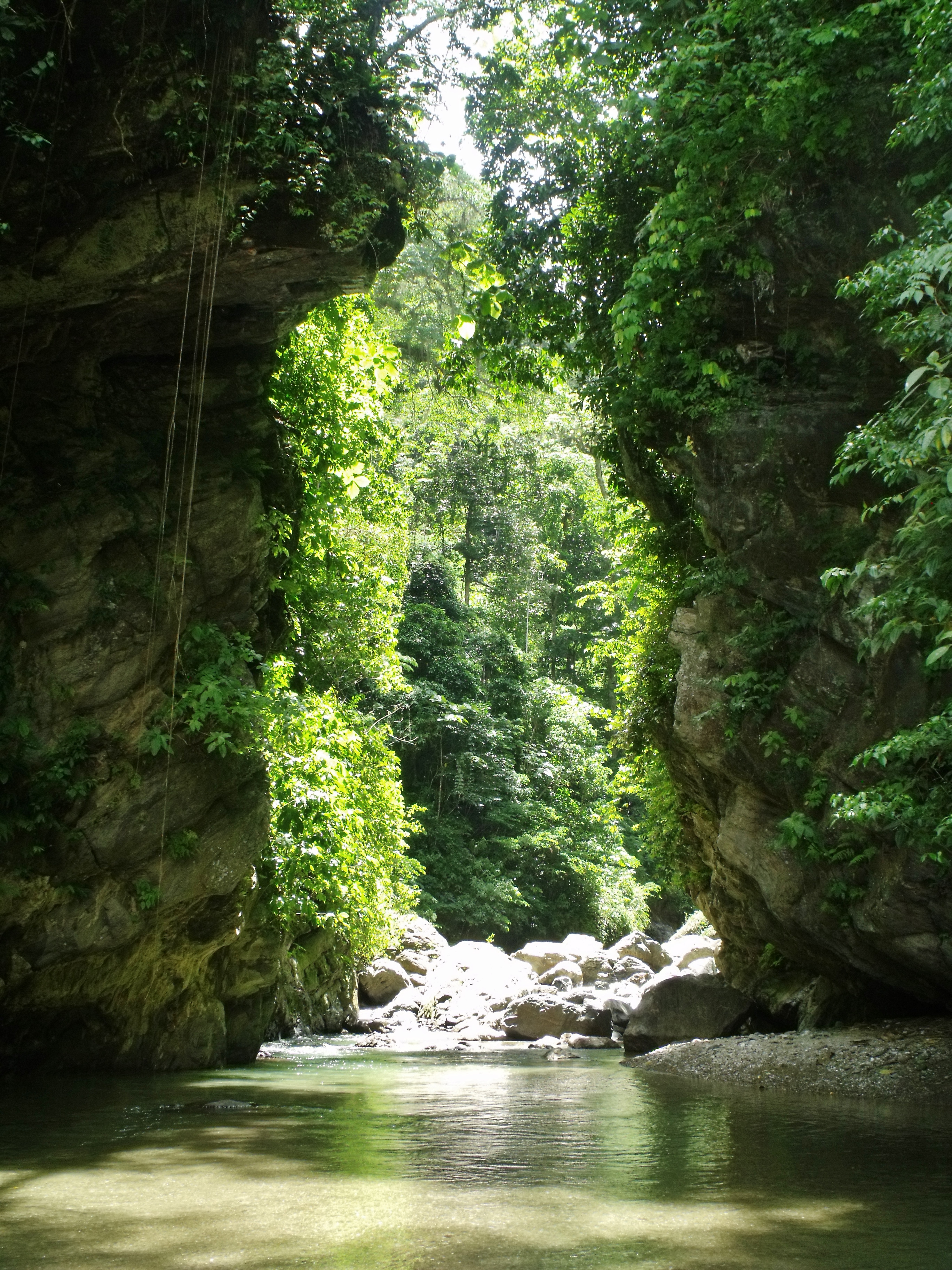
Rio Salmeron, pasando por el homónimo pueblo

Salmerón es una localidad venezolana, ubicada en el Municipio Zamora del Estado Miranda, cerca del poblado de Araira.

## Generalidades
Salmeron está unido a Araira por una carretera. Tomó su nombre de un río que lo atraviesa, el río Salméron.
El río Salmerón nace montaña adentro, entre topo Redondo y la Fila del Viento, cerca de los 1000 metros de altura; sus afluente es Quebrada Honda. Tiene un recorrido de 12 km, al confluir en la quebrada de El Bagre pasa llamarse río Capaya.
Es un importante sitio de producción de mandarinas.
El poblado, habitado por aproximadamente 5000 personas se dedica a la agricultura. Algunos son descendientes de unos colonos italianos que llegaron a Araira en 1874, fundando la Colonia Bolívar y desarrollando el cultivo local, especialmente de las mandarinas.

## Cuevas de Salmerón
Cerca del poblado hay un importante sitio epeleológico conocido como "Cuevas de Salmeron". La zona tiene una gran belleza paisajística.